# El Fondo Caribeño para la Biodiversidad
El Fondo Caribeño para la Biodiversidad (FCB) es una organización multinacional dedicada a financiar proyectos de conservación, desarrollo económico e infraestructura sostenible del Caribe. Fundado por varias organizaciones alemanas tras la Novena Convención sobre Diversidad Biológica en Alemania, el FCB promueve los Objetivos de Desarrollo Sostenible (ODS) de la ONU. En colaboración con los gobiernos de trece países caribeños, el FCB no solo financia proyectos, sino que también facilita el acceso a recursos externos. Su modelo financiero se sustenta en un sistema de dotación respaldado por múltiples fuentes internacionales. A lo largo de su corta historia, el FCB ha transformado significativamente la cultura de conservación en el Caribe, atrayendo el respaldo de numerosos países desarrollados.

## Historia y misión
La historia del FCB comienza en 2008, durante la Convención sobre Diversidad Biológica en Alemania, donde cinco países caribeños (Bahamas, República Dominicana, Granada, Jamaica y San Vicente y las Granadinas) lanzaron la Iniciativa del Desafío del Caribe. Este esfuerzo buscó unir sectores públicos y privados para gestionar de manera sostenible los recursos naturales de la región.

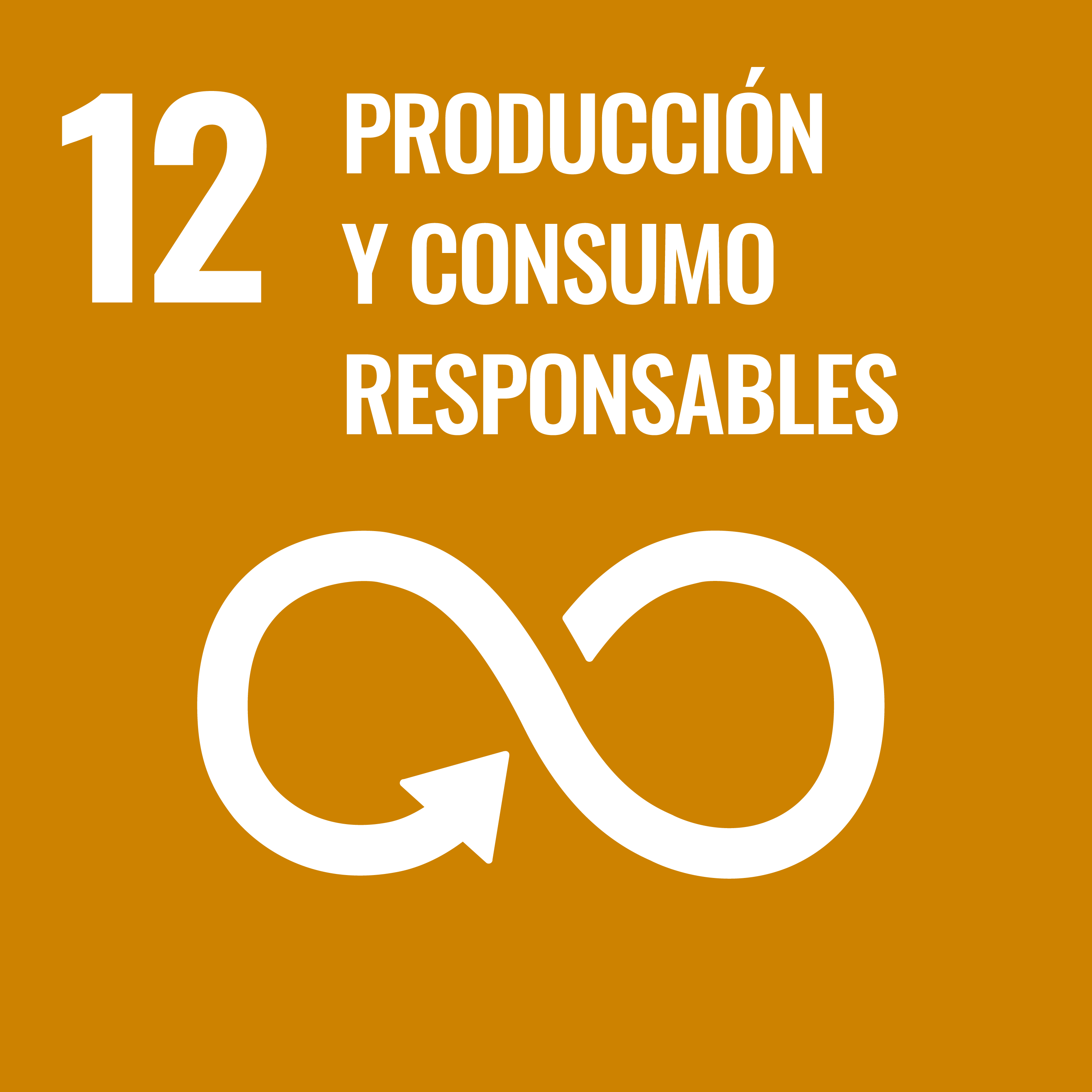
El Objetivo 12 de los ODS

En 2012, se formalizó la creación del Fondo con una dotación inicial de 42 millones de dólares, distribuida en cuentas de ocho países. Su misión es garantizar financiamiento sostenible y confiable para la conservación y el desarrollo en el Caribe, alineándose con la Iniciativa de 2008.

El FCB se configura como una organización no gubernamental (ONG), comprometida con los 17 Objetivos de Desarrollo Sostenible (ODS) de la ONU para mejorar la calidad de vida y hace énfasis en los siguientes ODS:
- 1: Fin de la pobreza
- 5: Igualdad de género

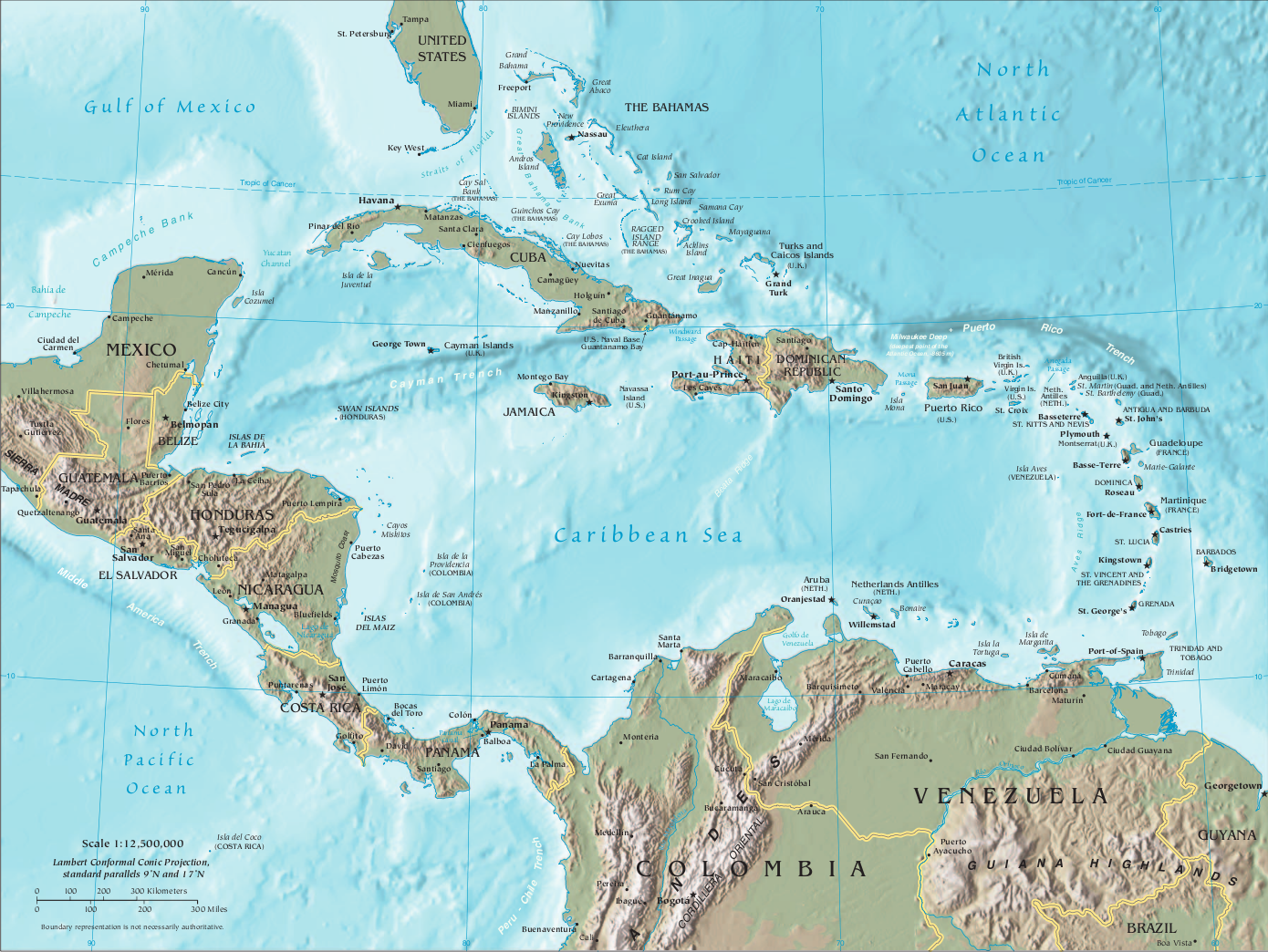
Las islas del Caribe

- 10: Reducción de las desigualdades
- 11: Ciudades y comunidades     sostenibles
- 12: Producción y consumo responsables
- 13: Acción por el clima
- 14: Vida submarina
- 15: Vida de ecosistemas terrestres
- 17: Alianzas para lograr los objetivos

Desde su fundación, el Fondo Caribeño para la Biodiversidad ha experimentado un notable crecimiento en influencia y capacidad. La organización respalda los esfuerzos de catorce países del Caribe para preservar y gestionar de manera sostenible sus recursos naturales. Estos países son: Bahamas, Cuba, Jamaica, Haití, República Dominicana, San Cristóbal y Nieves, Antigua y Barbuda, Dominica, Santa Lucía, San Vicente y las Granadinas, Barbados, Trinidad y Tobago, Granada y Guyana.

## Metodología y finanzas
La estrategia del FCB para alcanzar sus objetivos es diversa y multifacética. Operando como un fondo regional "paraguas", se distingue por su estructura flexible que se adapta a las necesidades de la región. Su mecanismo más destacado es el Fondo de Dotación, un pilar sostenible que impulsa sus iniciativas.
El Fondo de Dotación comenzó en 2016 con una aportación inicial de 31 millones de dólares provenientes de ocho contribuyentes y, para 2023, había crecido a 94 millones de dólares con el apoyo de 12 países. Los intereses generados por este fondo se canalizan hacia Fondos Fiduciarios Nacionales mediante acuerdos a largo plazo, lo que garantiza una distribución eficiente y sostenible de los recursos.
Además, el FCB supervisa el uso de estos fondos para asegurar que se destinen exclusivamente a los propósitos designados, fortaleciendo la transparencia y eficacia de sus operaciones. También proporciona asistencia técnica a los países participantes para maximizar el impacto de sus esfuerzos y fomentar la sostenibilidad a largo plazo.

## Programas y estructura organizativa
Opera con una estructura financiera flexible, diseñada para maximizar las oportunidades de apoyo en las diversas áreas del Caribe. Esta región, que abarca tanto paisajes marinos como montañosos, alberga una gran biodiversidad que desempeña un papel crucial en la salud de sus ecosistemas. Con el objetivo de optimizar la asignación de recursos y maximizar su impacto, el Fondo ha desarrollado tres programas estratégicos que identifican oportunidades clave y dirigen los esfuerzos hacia las áreas donde pueden generar el mayor beneficio para la conservación y el desarrollo sostenible.
Programa de conservación financiera: El Programa de Conservación Financiera es el más grande del FCB y está financiado a través de su Fondo de Dotación. Su objetivo principal es respaldar la Arquitectura de Financiamiento Sostenible del Caribe, en colaboración con los Fondos Fiduciarios Nacionales para la Conservación (FFNC). Este programa apoya a 12 países caribeños con un fondo de 94 millones de dólares. Aunque está enfocado en la protección de la biodiversidad y los recursos naturales, no asigna los fondos directamente a proyectos específicos. En cambio, adopta un enfoque flexible, distribuyendo los recursos a los FFNC para que las organizaciones nacionales determinen su uso más efectivo. Desde su creación, el programa ha financiado 55 proyectos en 10 países, consolidando su impacto en la conservación regional.
Programa de cambio climático: Para abordar proyectos que requieren financiamiento directo, el Fondo Caribeño para la Biodiversidad (FCB) ha desarrollado la Facilidad de Adaptación Basada en el Ecosistema, una herramienta diseñada para evaluar propuestas y ofrecer financiamiento competitivo. Esta iniciativa se centra en proteger los ecosistemas frente a los efectos del cambio climático, reduciendo riesgos y fortaleciendo la resiliencia económica para facilitar la defensa y recuperación de estos entornos naturales.

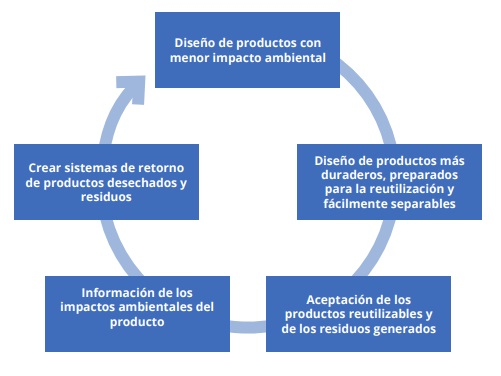
Las ideas esenciales de una economía circular

Con un presupuesto de 60 millones de dólares, desde su lanzamiento la Facilidad ha aprobado 19 proyectos en 11 países. Estos esfuerzos se enfocan principalmente en la conservación de ecosistemas marinos y costeros esenciales, como manglares, humedales y arrecifes, que son pilares fundamentales para la sostenibilidad ambiental de la región
Programa de las economías basadas en la naturaleza: La Facilidad para Avanzar la Economía Circular, la iniciativa más reciente del FCB, está diseñada para abordar la reducción de desechos y residuos industriales en los océanos. Este programa se enfoca en proyectos que promueven los principios de la economía circular, tanto entre las empresas como entre los consumidores. Con un enfoque integral, la facilidad impulsa el desarrollo de sistemas de limpieza, tecnologías de manufactura sostenible e infraestructura para el reciclaje de residuos En el núcleo de esta iniciativa se encuentra la educación, orientada a fomentar prácticas sostenibles que minimicen los desechos de manera efectiva y responsable.

## Proyectos de éxito
El Fondo Caribeño para la Biodiversidad ha financiado numerosos proyectos de diversos alcances. Entre ellos, el Informe Anual 2023 del FCB destaca cinco iniciativas fundamentales:
1. Proyecto de arquitectura regional del Caribe para la biodiversidad: Este proyecto, respaldado durante cinco años con una inversión de 4 millones de euros provenientes de Alemania y Francia, tiene como objetivo preservar el foco de la biodiversidad del Caribe y sus recursos naturales, garantizando su sostenibilidad a largo plazo.
2. Proyecto de financiación de la economía azul en el Caribe: Con una duración de cuatro años y una inversión de 6 millones de dólares de instalación global medioambiental, este proyecto se enfoca en generar oportunidades en la economía azul, aumentar la conciencia sobre su importancia y fomentar la participación de los actores interesados.
3. Proyecto de las organizaciones del Caribe para un medioambiente resiliente: Con una inversión de 8 millones de dólares canadienses a lo largo de 4 años, el proyecto apoya el desarrollo de métodos para hacer la arquitectura financiera de la organización más inclusiva.
4. Proyecto de actividades efectivas de áreas marinas protegidas para el Caribe: Con una duración de 3 años y una inversión de 0.75 millones de dólares USD de la Alianza Azul para la Naturaleza, este proyecto se enfoca en mejorar los mecanismos que financian las áreas protegidas del Caribe marino.

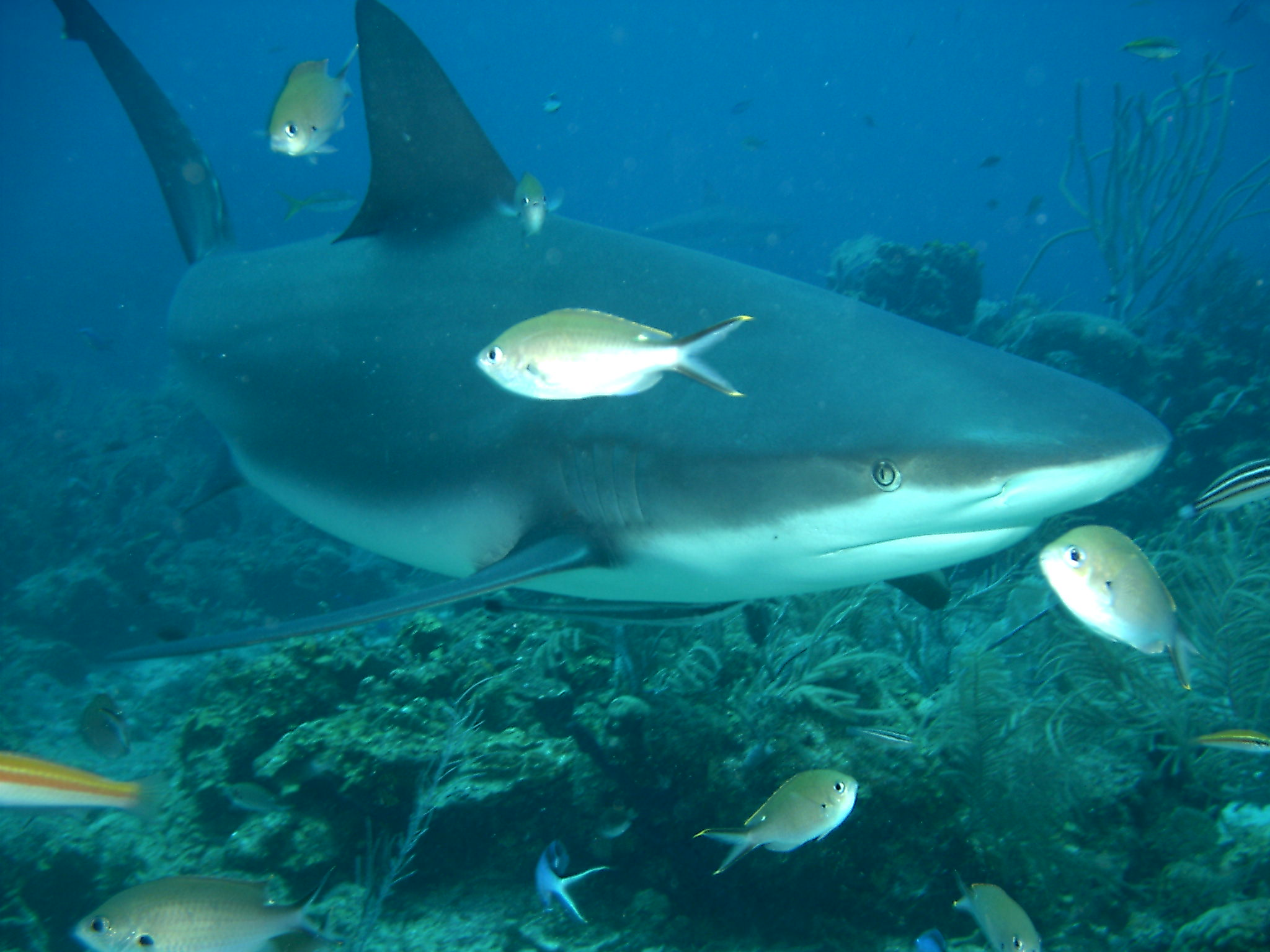
Ejemplo de la biodiversidad marina del Caribe

5. Proyecto del financiamiento sostenible de USAID para la conservación regional del CaribeEjemplo de la biodiversidad marina del CaribeCon una inversión de 3.9 millones de dólares de USAID, el proyecto garantiza que la conservación de los ecosistemas caribeños esté respaldada por una financiación sostenible.

Además, la organización mantiene un archivo de los proyectos financiados a lo largo de su historia. Algunos ejemplos destacados de estos proyectos incluyen:
- Esfuerzos para proteger las iguanas de Santa Lucía en el Cruce de Iyanola.
- Restauración de arrecifes coralinos en la República Dominicana.
- Recuperación de dos parques naturales en San Vicente y las Granadinas.

## Iniciativas presentes y futuras
Los principales objetivos del FCB para los próximos años están enfocados en fortalecer sus operaciones e incrementar su influencia. El FCB busca seguir contribuyendo al logro de las metas de conservación, apoyar a los FFNC de cada país en la obtención de fondos de fuentes externas y ampliar sus relaciones con nuevos socios en diferentes países y regiones. El FCB lleva a cabo varios proyectos para promover su visión. 
El proyecto piloto para la resiliencia de los arrecifes y la financiación de riesgos fue lanzado en 2022 en San Vicente y las Granadinas, Jamaica y Santa Lucía. El FCB tiene como objetivo expandir este proyecto al resto del Caribe para fortalecer la resistencia de los arrecifes frente a desastres naturales, como los huracanes.
Además, el Proyecto de Arquitectura Regional del Caribe para la Biodiversidad busca impulsar el desarrollo económico mediante iniciativas basadas en la naturaleza y promover el intercambio de perspectivas para mejorar las respuestas ante crisis de salud.
Por último, el nuevo Proyecto de Financiación de la Economía Azul tiene como objetivo identificar las áreas con valor económico en el mar y la costa, y apoyar el desarrollo de soluciones a largo plazo para financiar su conservación. Este proyecto impactará a Santa Lucía, Granada, las Bahamas, la República Dominicana y San Vicente y las Granadinas.